# ヴェルト・ヘンリク

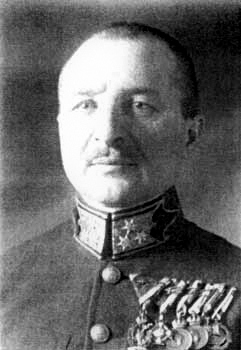
ヴェルト・ヘンリク

ヴェルト・ヘンリク（Werth Henrik, 1881年12月26日 - 1952年5月28日）は、ハンガリーの軍人。大将。第二次世界大戦時のハンガリー軍参謀総長（1938年5月25日 - 1941年9月6日）。
第一次世界大戦に従軍し、戦後、ハンガリー軍に入隊。1919年、第1ハンガリー赤軍団参謀長となり、後に参謀本部作戦局長となった。1926年から1931年、参謀学校長。1936年、第4混成旅団を指揮し、同年退役した。
1938年、軍務に復帰し、同年5月25日、ハンガリー軍参謀総長兼総司令官に任命された。ハンガリー軍の戦争準備、対ユーゴスラビア及び対ソ戦の計画の立案を指導した。親独派であり、ナチス・ドイツとの軍事同盟の強化・拡大、対ソ戦への参戦の支持者だった。1941年5月31日、対ソ戦が開始された場合、ドイツ国防軍司令部と交渉を開始するように政府に要請した。独ソ戦において、ハンガリー軍は緒戦で大損害を被り、ヴェルト更迭の理由ともなった。1941年9月6日、参謀総長職をソンバトヘイ・フェレンツと交代し、退役した。
1944年秋、ドイツのゲシュタポにより逮捕。1945年、ソ連のスメルシにより逮捕され、ソ連に移送された。ソ連で禁固25年を言い渡され、収容所で死去した。